# 昆庫斯揚塔克山
11°51′57″S 76°05′22″W / 11.86583°S 76.08944°W
昆庫斯揚塔克山（Kunkus Yantaq），是秘魯的山峰，位於該國中南部利馬大區，由瓦羅奇里省的聖馬特奧區負責管轄，屬於帕里亞卡卡山脈的一部分，海拔高度5,354米。